# Georgi Cvetkov
Georgi Cvetkov Ivanov (in bulgaro Георги Цветков Иванов?; Sofia, 10 settembre 1947) è un ex calciatore e allenatore di calcio bulgaro.

## Carriera
In attività giocava come centrocampista offensivo o attaccante. Ha giocato per tutta la sua carriera nel campionato bulgaro.
Con la nazionale bulgara ha preso parte al torneo olimpico del 1968 (vincendo la medaglia d'argento).

## Palmarès

### Giocatore

#### Club
- Campionato bulgaro: 2

Levski Sofia: 1973-1974, 1976-1977
- Coppa di Bulgaria: 2

Levski Sofia: 1975-1976, 1976-1977

#### Nazionale
- Argento olimpico: 1

Città del Messico 1968